# Giano Fregoso (vescovo)

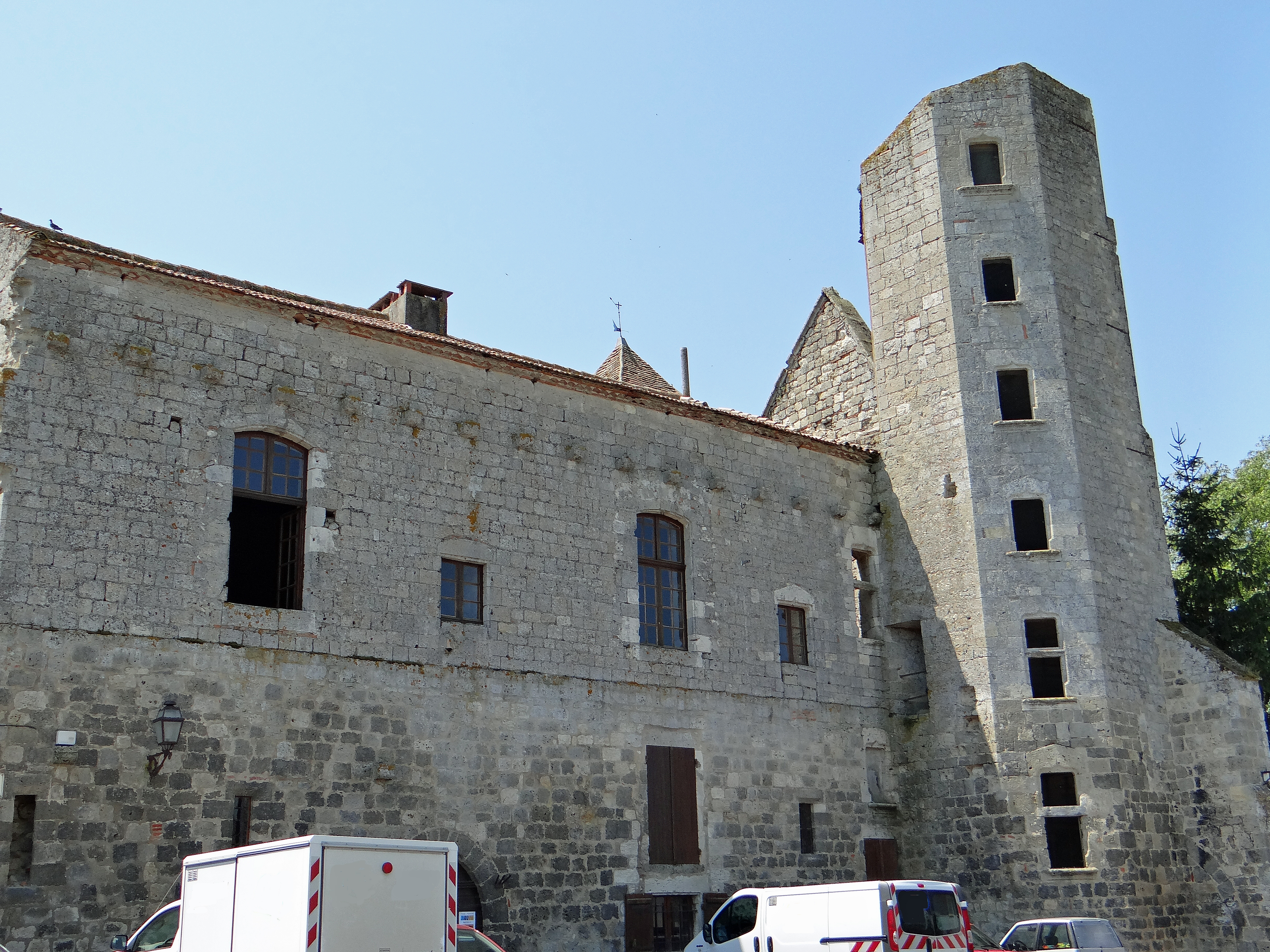
Castello di Bazens

Giano Fregoso (Verona, 1537 – Bazens, 16 ottobre 1586) è stato un vescovo cattolico italiano.

## Biografia
Era figlio del diplomatico Cesare Fregoso e di Costanza Rangoni.
Dal 1538 al 1541 fu ospitato, assieme ai genitori e al poeta Matteo Bandello, presso la corte di Aloisio Gonzaga, marchese di Castel Goffredo. Dopo l'assassinio del padre nel 1541 per ordine di Carlo V, la vedova, i figli e il Bandello si rifugiarono prima a Venezia e poi in Francia a Bazens, ospiti del re Francesco I.
A Bazens ebbe come precettori Giulio Cesare Scaligero e lo stesso Bandello. Fu nominato vescovo di Agen nel 1555 grazie all'intervento dell'imperatrice Caterina de' Medici e si schierò subito contro i protestanti del sud-ovest della Francia.

## Ascendenza
|                                                            |                                                                              |                                                                               | Genitori                                   |  |  | Nonni |  |  | Bisnonni                              |  |  | Trisnonni                                      |  |
|                                                            |                                                                              |                                                                               |                                            |  |  |       |  |  | Tommasino Fregoso, signore di Sarzana |  |  | Giano Fregoso, doge della Repubblica di Genova |  |
|                                                            |                                                                              |                                                                               |                                            |  |  |       |  |  | Tommasino Fregoso, signore di Sarzana |  |  | Giano Fregoso, doge della Repubblica di Genova |  |
|                                                            |                                                                              | Violante Brando                                                               |                                            |  |  |       |  |  | Tommasino Fregoso, signore di Sarzana |  |  |                                                |  |
| Giano Fregoso, doge della Repubblica di Genova             |                                                                              |                                                                               |                                            |  |  |       |  |  | Tommasino Fregoso, signore di Sarzana |  |  |                                                |  |
|                                                            |                                                                              | Caterina Malaspina                                                            | Azzone Malaspina, marchese di Mulazzo      |  |  |       |  |  |                                       |  |  |                                                |  |
|                                                            |                                                                              | Caterina Malaspina                                                            | Azzone Malaspina, marchese di Mulazzo      |  |  |       |  |  |                                       |  |  |                                                |  |
|                                                            |                                                                              | Caterina Malaspina                                                            | …                                          |  |  |       |  |  |                                       |  |  |                                                |  |
| Cesare Fregoso                                             |                                                                              | Caterina Malaspina                                                            |                                            |  |  |       |  |  |                                       |  |  |                                                |  |
|                                                            |                                                                              | Giampaolo da Leca                                                             | …                                          |  |  |       |  |  |                                       |  |  |                                                |  |
|                                                            |                                                                              | Giampaolo da Leca                                                             | …                                          |  |  |       |  |  |                                       |  |  |                                                |  |
|                                                            |                                                                              | Giampaolo da Leca                                                             | …                                          |  |  |       |  |  |                                       |  |  |                                                |  |
| Aldobella da Leca                                          |                                                                              | Giampaolo da Leca                                                             |                                            |  |  |       |  |  |                                       |  |  |                                                |  |
|                                                            |                                                                              | …                                                                             | …                                          |  |  |       |  |  |                                       |  |  |                                                |  |
|                                                            |                                                                              | …                                                                             | …                                          |  |  |       |  |  |                                       |  |  |                                                |  |
|                                                            |                                                                              | …                                                                             | …                                          |  |  |       |  |  |                                       |  |  |                                                |  |
| Giano Fregoso                                              |                                                                              | …                                                                             |                                            |  |  |       |  |  |                                       |  |  |                                                |  |
|                                                            | Guido I Rangoni, conte di Castel Crescente, Borgo franco e Punta di Bomporto | Jacopino Rangoni, conte di Castel Crescente, Borgo franco e Punta di Bomporto |                                            |  |  |       |  |  |                                       |  |  |                                                |  |
|                                                            | Guido I Rangoni, conte di Castel Crescente, Borgo franco e Punta di Bomporto | Jacopino Rangoni, conte di Castel Crescente, Borgo franco e Punta di Bomporto |                                            |  |  |       |  |  |                                       |  |  |                                                |  |
|                                                            | Guido I Rangoni, conte di Castel Crescente, Borgo franco e Punta di Bomporto | Fina Buzzacarini                                                              |                                            |  |  |       |  |  |                                       |  |  |                                                |  |
| Niccolò Maria Rangoni, signore di Spilamberto e Cordignano | Guido I Rangoni, conte di Castel Crescente, Borgo franco e Punta di Bomporto |                                                                               |                                            |  |  |       |  |  |                                       |  |  |                                                |  |
|                                                            |                                                                              | Giovanna Boiardo                                                              | Feltrino Boiardo, conte di Scandiano       |  |  |       |  |  |                                       |  |  |                                                |  |
|                                                            |                                                                              | Giovanna Boiardo                                                              | Feltrino Boiardo, conte di Scandiano       |  |  |       |  |  |                                       |  |  |                                                |  |
|                                                            |                                                                              | Giovanna Boiardo                                                              | Guiduccia da Correggio                     |  |  |       |  |  |                                       |  |  |                                                |  |
| Costanza Rangoni                                           |                                                                              | Giovanna Boiardo                                                              |                                            |  |  |       |  |  |                                       |  |  |                                                |  |
|                                                            |                                                                              | Giovanni II Bentivoglio, signore di Bologna                                   | Annibale I Bentivoglio, signore di Bologna |  |  |       |  |  |                                       |  |  |                                                |  |
|                                                            |                                                                              | Giovanni II Bentivoglio, signore di Bologna                                   | Annibale I Bentivoglio, signore di Bologna |  |  |       |  |  |                                       |  |  |                                                |  |
|                                                            |                                                                              | Giovanni II Bentivoglio, signore di Bologna                                   | Donnina Visconti                           |  |  |       |  |  |                                       |  |  |                                                |  |
| Bianca Bentivoglio                                         |                                                                              | Giovanni II Bentivoglio, signore di Bologna                                   |                                            |  |  |       |  |  |                                       |  |  |                                                |  |
|                                                            |                                                                              | Ginevra Sforza                                                                | Alessandro Sforza, signore di Pesaro       |  |  |       |  |  |                                       |  |  |                                                |  |
|                                                            |                                                                              | Ginevra Sforza                                                                | Alessandro Sforza, signore di Pesaro       |  |  |       |  |  |                                       |  |  |                                                |  |
|                                                            |                                                                              | Ginevra Sforza                                                                | …                                          |  |  |       |  |  |                                       |  |  |                                                |  |
|                                                            |                                                                              | Ginevra Sforza                                                                |                                            |  |  |       |  |  |                                       |  |  |                                                |  |